# شیار پیکانی
شیار پیکانی یا شیار ساژیتال (Sagittal sulcus) یک شیار حد وسطی است که در سطوح داخلی بخشی از قسمت صدفی استخوان پیشانی، استخوان آهیانه، و بخشی از استخوان پس‌سری قرار دارد. شیار پیکانی، سینوس پیکانی بالایی را در خود جای می‌دهد. داس مغز به لبه شیار پیکانی در دو طرف می‌چسبد.
در قسمت تحتانی قسمت صدفی استخوان پیشانی، لبه‌های سینوس پیکانی به هم می‌رسند و یک خط وسط منفرد را تشکیل می‌دهند که همان تاج پیشانی است. تاج پیشانی همچنین به داس مغز متصل می‌شود.